# Ле Тёль, Жоэль
Жоэль Ле Тёль (фр. Joël Le Theule; 20 марта 1930, Сабле-сюр-Сарт, департамент Сарта, Франция — 14 декабря 1980, Сен-Брис, департамент Майен, Франция) — французский государственный деятель, министр обороны Франции (1980).

## Биография
- В 1958—1968 и 1969—1976 годах — депутат Национального Собрания; в 1966 году — заместитель председателя, в 1967—1968 годах — председатель комиссии по национальной обороне,
- В 1968 году — министр по делам заморских территорий,
- В 1968—1969 годах — государственный секретарь в администрации премьер-министра (курировал информационную политику),
- В 1978—1980 годах — министр транспорта,
- В 1980 году — министр обороны Франции.

С 1959 года и до своей смерти являлся мэром города Сабле-сюр-Сарт.
В качестве его помощника начинал политическую карьеру будущий премьер-министр Франции Франсуа Фийон.
Умер 14 декабря 1980 года в Сен-Брис, Майен.